# Епифаний (Периалас)
Митрополит Епифаний (греч. Μητροπολίτης Επιφάνιος, в миру Константи́нос Периа́лас, греч. Κωνσταντίνος Περιάλας, англ. Constantine Perialas; 23 января 1935, Итака, штат Нью-Йорк, США — 9 мая 2011, Итака, штат Нью-Йорк, США) — епископ Константинопольской православной церкви, митрополит Испанский и Португальский (2003—2007); на покое — титулярный митрополит Вриульский (2007—2011).

## Биография
Родился 23 января 1935 года в Итаке, в штате Нью-Йорк.
Окончил Сиракузский университет, а затем — греческую богословскую школу Святого Креста в Бруклайне, штат Массачусетс.
Преподавал английский язык и речь в средней школе, а затем стал тренером по дебатам в Сиракузском университете. В 1967 году он перевёлся в Итакский колледж в качестве профессора речи и педагогического образования. Занимал должность вице-президента по делам студентов и университетского городка. Проработал там до 1996 года. В 1997 году колледж учредил в его честь Периаловскую студенческую премию.
С 1959 по 1984 год, параллельно преподавательской работе, занимал должности молодёжного директора, певчего и регента во многих приходах. По собственному признанию: «Архиепископ Иаков в США всё время мне говорил: рукополагайся, рукополагайся, рукополагайся… Но что поделаешь: я никак не хотел оставлять преподавательскую работу. Наконец владыка сказал: ну, хорошо, ты будешь профессором с понедельника по пятницу и священником по субботам и воскресеньям. Вот тогда я согласился».
В 1984 году епископом Детройтским Тимофеем был рукоположен в сан диакона и священника с наречением имени Епифаний. В мае 1985 года возведён в сан архимандрита.
Служил приходским священником в Гонконге, на Филиппинах, в американском штате Огайо, и — в течение 15 лет — в Екатерининском храме Итаки. Затем — настоятель Успенского собора в Сент-Клэр-Шорз, штат Мичиган. В 1996 году провёл три с половиной месяца в Гонконге, пытаясь убедить правительство признать учреждения Константинопольского Патриархата в Гонконге.
12 апреля 2003 года Священный Синод Константинопольского Патриархата единогласно избрал архимандрита Епифания митрополитом новосозданной Испанской и Португальской митрополии.
4 мая 2003 года состоялась его хиротония во епископа в возведением в сан митрополита Испанского и Португальского.
Паства возглавляемой им епархии состояла в основном из украинцев, поскольку греков в Испании и Португалии почти не было, а Румыны предпочитаои объединяться в православные общины под омофором Румынского патриархата, русские более тяготели к Московскому Патриархату, сербы — к Сербскому. К концу его служения епархия насчитывала 14 приходов: семь в Испании и семь в Португалии.
В марте 2007 года митрополит Епифаний сообщил Патриарху Варфоломею о своём намерении уйти на покой. 30 апреля 2007 года почислен на покой назначен титулярным митрополитом Вриульским с местом проживания в США.
Скончался 9 мая 2011 года в Итаке в штате Нью-Йорк, в США после длительной борьбы с раком.